# 旅工房
株式会社旅工房（たびこうぼう、英: TABIKOBO Co. Ltd.）は、東京都豊島区東池袋に本社を置く、旅行業法に基づく旅行業者である。アドベンチャーの連結子会社。

## 概要・特徴
1994年4月18日、東京都豊島区 に設立された、海外旅行・国内旅行を取扱う総合旅行会社。ハワイ担当、バリ島担当など各エリア専門のトラベル・コンシェルジュが顧客の希望に沿う旅行を提案し、自由自在にアレンジを行う。問い合わせから予約・手配、帰国まで一貫して一人の担当が案内する専任担当制をとっている。「想像を超えた上質な旅をご提供してお客様の願いを叶えていくブランド」をコンセプトに掲げている。

## 沿革
- 1994年 - 4月18日、東京都豊島区にて法人設立。同年、運輸大臣登録一般代理店業務第9230号取得して事業開始。
- 1997年 - 東京都知事登録旅行業3-4251号を取得。
- 1998年 - オンライン販売を開始。日本海外ツアーオペレーター協会（OTOA）に加入。
- 2002年 - バリ島専門サイト「バリガール」、ソウル専門サイトの運営開始。
- 2003年 - 日本旅行業協会（JATA）および旅行業公正取引協議会に加入。観光庁長官（旧 国土交通大臣）登録旅行業第1683号（第1種）を取得。
- 2004年 - 国際航空運送協会（IATA）公認代理店の認証を取得。
- 2006年 - BTM事業部を開設。スカイゲート株式会社（運営：株式会社ディー・エヌ・エー）との業務提携開始。
- 2008年 - 創立15周年を記念してビジネス書「旅工房の絆」を出版。
- 2009年 - 2009ミス・ユニバース・ジャパンにオフィシャルサプライヤーとして参加。
- 2010年 - ハワイ旅行専門店として、利用客数延べ200万人38年の実績を誇る「アロハ7」を子会社に置き、ハワイへの事業展開も拡大。
- 2011年 - 名古屋支店を拡大移転。
- 2012年 - 初の女性執行役員2名が就任。
- 2013年 - 創立20周年を迎える。本社を池袋サンシャイン60に移転。新日本有限責任監査法人が雇用創出効果の高い企業を表彰する「Job Creation」を受賞。
- 2014年 - 青山・汐留にカフェと一体型の店舗として支店を開設。「旅の分割払いサービス」を開始。「Job Creation」を2年連続で受賞。
- 2015年 - 大阪支店を心斎橋に拡大移転。代表取締役会長兼社長の高山泰仁が内閣府が支援する「輝く女性の活躍を加速する男性リーダーの会」行動宣言に賛同。地球の歩き方T＆Eと業務提携を開始。
- 2016年 - 旅工房スマホアプリの提供を開始。観光庁発表の主要旅行業者50社に選出。10月1日よりリブランディングに伴い、ロゴを刷新。ベトナムに100％出資子会社を設立。オンライン上で航空券と宿泊施設を自由に組み合わせて予約ができる「ダイナミック・パッケージサービス」を本格開始。
- 2017年 - 4月18日、東京証券取引所マザーズ市場へ新規上場。資本金を4億2652万6800円に増資。
- 2022年 - 3月4日、Go To トラベル事業に関して不適切な給付金受給事案を指摘され、不適切な使用分の返還の請求及び今後のGo To トラベル事業の参加を停止される[2]。
- 2023年 - 10月31日、第三者割当増資によりアドベンチャーの連結子会社となる[3][4]。
- 2024年1月31日 - ALOHA 7, INC.全株式を令和トラベルへ譲渡[5][6]。